# Jaconita (Nuevo México)
Jaconita es un lugar designado por el censo ubicado en el condado de Santa Fe en el estado estadounidense de Nuevo México. En el Censo de 2010 tenía una población de 332 habitantes y una densidad poblacional de 190,19 personas por km².

## Geografía
Jaconita se encuentra ubicado en las coordenadas 35°53′8″N 106°3′40″O / 35.88556, -106.06111. Según la Oficina del Censo de los Estados Unidos, Jaconita tiene una superficie total de 1.75 km², de la cual 1.75 km² corresponden a tierra firme y (0%) 0 km² es agua.

## Demografía
Según el censo de 2010, había 332 personas residiendo en Jaconita. La densidad de población era de 190,19 hab./km². De los 332 habitantes, Jaconita estaba compuesto por el 75% blancos, el 0% eran afroamericanos, el 1.51% eran amerindios, el 0.9% eran asiáticos, el 0% eran isleños del Pacífico, el 19.58% eran de otras razas y el 3.01% pertenecían a dos o más razas. Del total de la población el 67.47% eran hispanos o latinos de cualquier raza.